# 가르니아속
가르니아속(Garnia)은 정단복합체충문에 속하는 기생 원생생물 속의 하나이다.

## 역사
이 속은 1971년 라인손(Lainson) 등이 명명했다.

## 개요
열원충과와 하이모프로테우스과의 종들과는 달리, 이 속의 종들은 적혈구 안에서 성장할 때 색소를 만들지 않는다.

## 숙주
이 속의 종들은 도마뱀을 감염시킨다.

## 분포
남아메리카에 분포한다.

## 하위 종
- Garnia gonatodi
- Garnia karyolytica
- Garnia morula
- Garnia multiformis
- Garnia telfordi
- Garnia uranoscodoni
- Garnia utingens